# Echeveria viridissima
Echeveria viridissima är en fetbladsväxtart som beskrevs av Walther. Echeveria viridissima ingår i släktet Echeveria och familjen fetbladsväxter. Inga underarter finns listade i Catalogue of Life.